# 英國鋁業公司
英國鋁業公司（英語：British Aluminium），1894年5月7日成立，是英國的鋁材生產公司，於1982至1996年間曾改名為British Alcan Aluminium plc。1996年2月，CVC資本合夥公司與另外數個機構投資者從加拿大鋁業集團手中以3億英鎊購入股權，並且改為現稱。2000年，英國鋁業公司將其部份的業務售予美國鋁業公司，導致威爾斯的多爾加羅格廠房結業，儘管當地政府極力挽留，200個職位最後依然是流失了。

## 外部連結
- 有关英國鋁業公司在德国经济学中央图书馆（ZBW）20世纪新闻档案中的Documents and clippings about。